# Paine (Chili)
Pour les articles homonymes, voir Paine.
Paine est une ville et une commune du Chili dans la Province de Cordillera, elle-même située dans la région métropolitaine de Santiago. En 2016, sa population s'élevait à 68 101 habitants. La superficie de la commune est de 820 km2 (densité de 100 hab./km2).
Paine est située à une vingtaine de kilomètres au sud de la capitale Santiago dans la zone centrale du Chili. La commune existe depuis 1885. Les principales activités de la commune sont l'industrie agro-alimentaire et la production des pastèques. Paine est également une destination touristique très courue pour les habitants de la capitale.

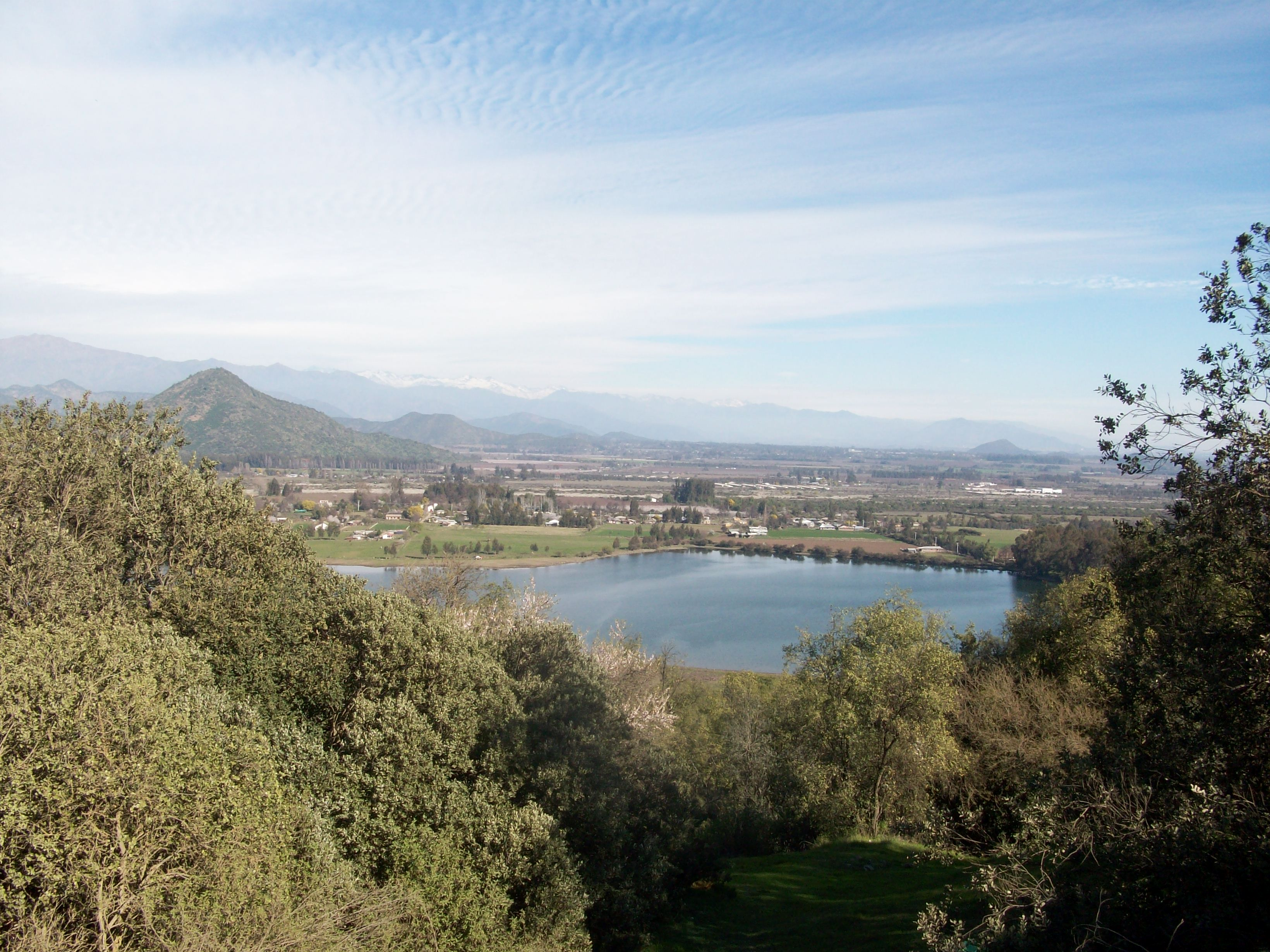
Cuesta Chada
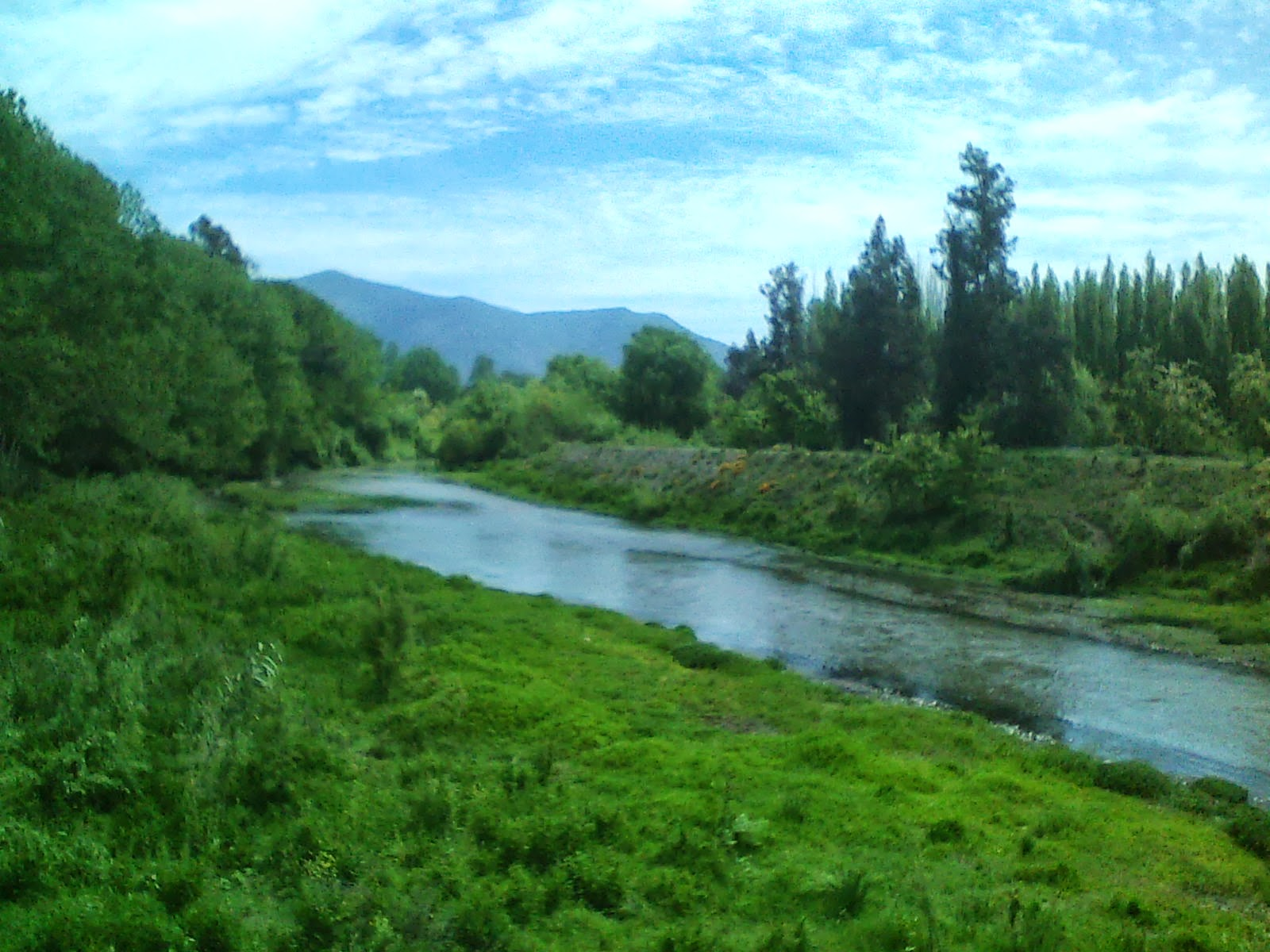
Rio Angostura
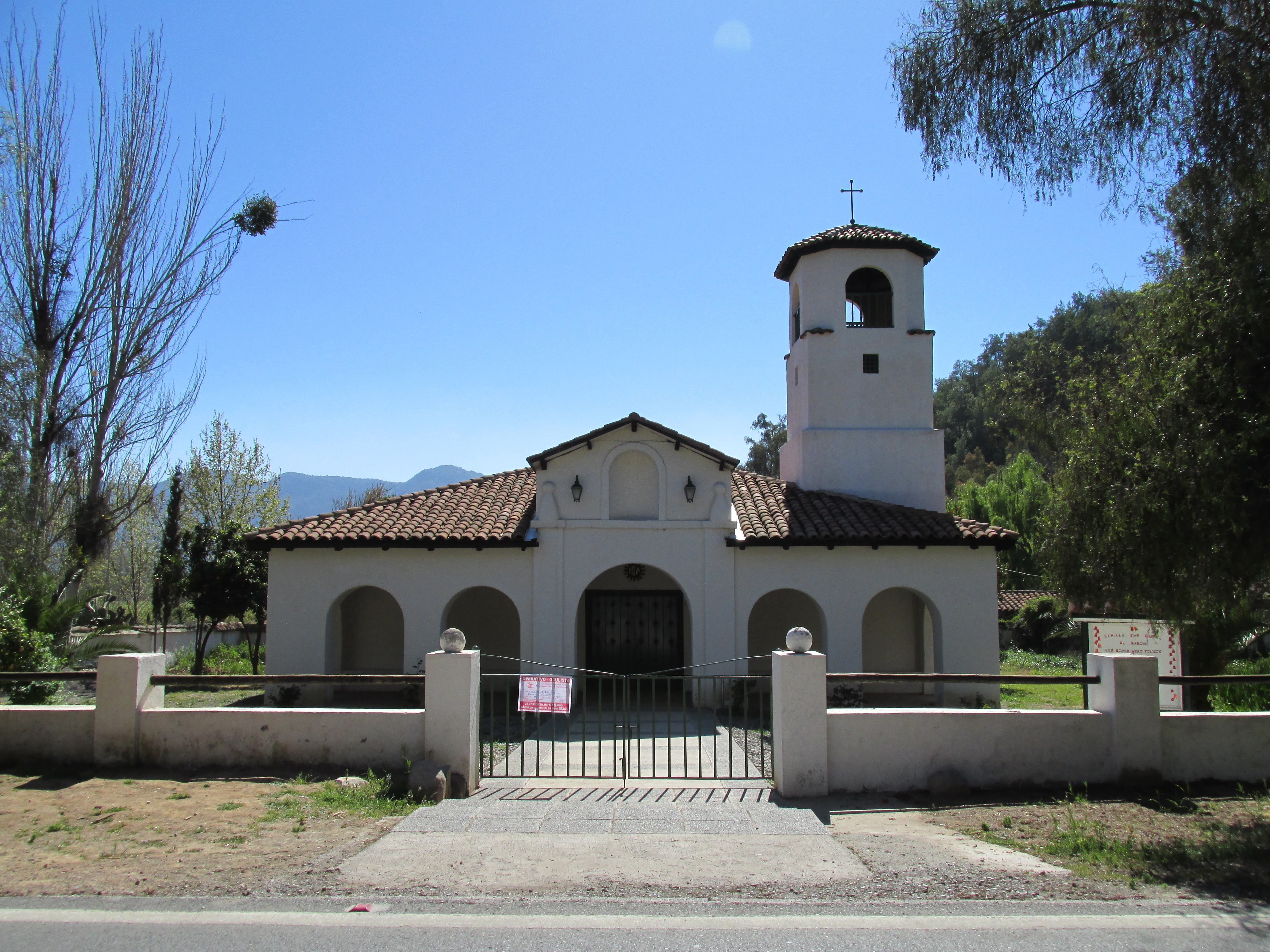
Eglise ex Fundo Rangue